# Britain’s Got Talent
«Britain's Got Talent» (с англ. — «Британия ищет таланты» или «В Британии есть таланты») — британский телевизионный конкурс талантов, являющийся частью глобальной франшизы Got Talent, созданной британским продюсером Саймоном Коуэллом. Конкурс транслируется на ITV каждый год в конце весны — начале лета. 
Премьера шоу состоялась 9 июня 2007 года после успеха шоу America's Got Talent. Первоначально премьера шоу была запланирована на 2005 год, но спор между вещателем и его первоначально предполагаемым ведущим привёл к тому, что производство было приостановлено на два года.
Каждый год конкурсанты любого возраста могут пройти прослушивание с любым талантом, который они хотят продемонстрировать. Участники прослушивания стремятся произвести впечатление на судей. 
В 2023 году в составе жюри — Саймон Коуэлл, Аманда Холден, Алиша Диксон и Дэвид Уолльямс. В раундах участники стремятся произвести впечатление на публику и судей, чтобы обеспечить себе голоса и выйти в финал, получив шанс выиграть денежный приз и место в спектаклях для Королевского эстрадного представления, среди зрителей которого —  члены британской королевской семьи. 
По состоянию на 2019 год в шоу тринадцать победителей, начиная от музыкантов и певцов и заканчивая эстрадными артистами, фокусниками и танцорами.
В среднем Britain's Got Talent насчитывает 9,9 млн зрителей за сезон, финал шоу третьего сезона привлек рекордные 17,3 млн зрителей, получив долю аудитории 64,6%. Каждая серия основной программы сопровождается шоу Britain's Got More Talent, представленным Стивеном Малхерном[прояснить]. Спин-офф под названием Britain's Got Talent: The Champions с участием тех же судей и ведущих был позже[когда?] спродюсирован и транслировался в 2019 году после успеха спин-оффа американского шоу America's Got Talent: The Champions. 
Программа рассчитана на период до 2024 года.

## История

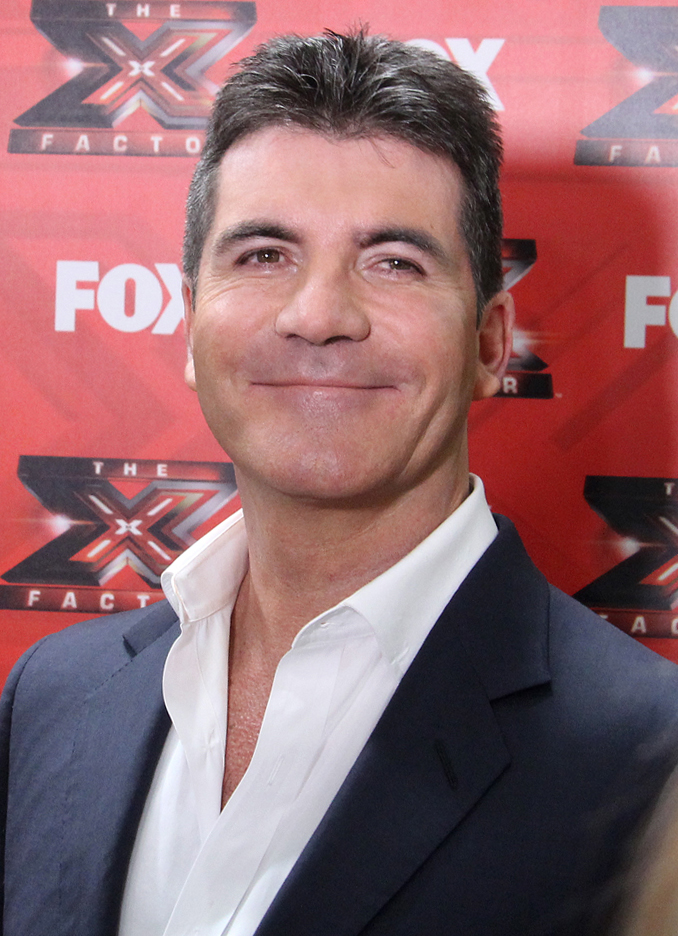
Саймон Коуэлл, создатель Britain's Got Talent и франшизы Got Talent, был судьей британской версии с 2007 года.

Формат шоу был разработан создателем X Factor и исполнительным директором Sony Music, Саймоном Коуэллом, который участвовал в создании других программ Got Talent в нескольких разных странах. Чтобы продемонстрировать свою идею, в сентябре 2005 года был снят пилотный эпизод, в котором судейская коллегия состояла из Коуэлла, Ферн Бриттон, а также журналиста, Пирса Моргана. Пилот не транслировался по телевидению до тех пор, пока не был показан в рамках документального сериала под названием The Talent Show Story в январе 2012 года.
Первоначально планировалось, что шоу будет транслироваться в течение 2005-2006 годов, до трансляции America's Got Talent, с Полом О'Грейди, представляющим программу под названием Paul O'Grady's Got Talent. Однако возникли трудности, после того, как О'Грейди был вовлечен в скандал с ITV и отказался появляться в другой программе. Вместо этого он продолжил вести свое ток-шоу. В интервью 2010 года О'Грейди прокомментировал эту ссору следующим образом:
Мы отсняли пилотный эпизод шоу Britain's Got Talent, которое первоначально должно было называться Paul O'Grady's Got Talent. Я сказал продюсерам, что они рехнулись, если думают, что я буду выступать в шоу с таким названием. Первоначально в состав жюри входили Саймон Коуэлл, Ферн Бриттон и Пирс Морган. Я был ведущим. Потом, когда я поссорился с ITV, меня выгнали из студии. Помню, я позвонил Саймону и сказал, что у него в руках успешное шоу, но я не могу быть ведущим в нем. Я сказал, что если меня выгнали, то нет смысла оставаться. Я не хочу быть лицемером. Мне пришлось отказаться от всего.

## Формат

### Прослушивания
Каждый год конкурс начинается с двух туров прослушиваний. Первый тур называется «Открытые прослушивания», он проводится в нескольких разных городах Великобритании в течение осенних месяцев на небольших площадках. Второй тур называется «Судейское прослушивание», проводится в следующем году в январе и феврале в избранных городах – обычно это Кардифф, Глазго, Манчестер, Бирмингем и Лондон – и проходит в театре или конференц – зале, место проведения которого выбирается в первую очередь из-за наличия необходимых условий для работы с большим количеством участников,в частности, место проведения разбито на три зоны, состоящие из зоны ожидания участников, ворот, где они входят и выходят, и главной сцены, на которой они выступают. 
Каждый участник, который стремится принять участие в конкурсе, должен сначала подать заявку на участие в программе, содержащую информацию о том, кто выступает – будь то один человек, пара или трио исполнителей, небольшая или большая группа, личные данные о возрасте, родном городе и происхождении, какой опыт они имеют, а также вид выступления. После того, как заявка одобрена, участник проводит выступление во время открытого прослушивания рядом с тем местом, где он проживает (или может добраться), после чего в случае успеха ему будет выделено место во втором туре и в месте, куда он может добраться без проблем. Как только они прибывают в назначенное место, участнику присваивается номер, и он остается в отведенной для этого зоне ожидания до тех пор, пока его не вызовут за кулисы для подготовки к выступлению. После того, как их выводят на главную сцену, они начинают общаться с судьями, те задают им несколько вопросов – они спрашивают имя, происхождение и вид выступления, – после чего конкурсанту дается три минуты на выступление, при необходимости включается музыка для выступления.
Выступление заканчивается либо когда истекает время, либо когда судьи нажимают на кнопку – у каждого судьи есть кнопка, которую они могут использовать, чтобы выразить свою неприязнь к выступлению, если они считают его неубедительным, скучным или совершенно неприемлемым для конкурса, судья может отозвать свой протест, если выступление участника сделало что-то неожиданное, что изменило их мнение. После выступления каждый судья дает краткий обзор того, что он думает о нем, прежде чем проголосовать. Если участник получает большинство положительных голосов, он переходит к следующему этапу конкурса, в противном случае он исключается из конкурса. 
Съемки каждой серии начинаются во время судейских прослушиваний и всегда состоят из записей, снятых с каждого места прослушивания, а также закулисных сцен за кулисами и в зоне ожидания. Кадры, снятые съемочным персоналом, затем редактируются в серию эпизодов, состоящих из монтажа сцен из нескольких мест, состоящих из самых заметных прослушиваний – лучших, худших и смешных сделанных – наряду с интервью с некоторыми из известных участников, которые прослушивались, и записанных закулисных сцен ведущих, наблюдающих за выступлениями из-за кулис.

## Судьи

Холден присутствовала во всех сезонах шоу, отсутствуя только в нескольких эпизодах в 2012 году по состоянию здоровья.

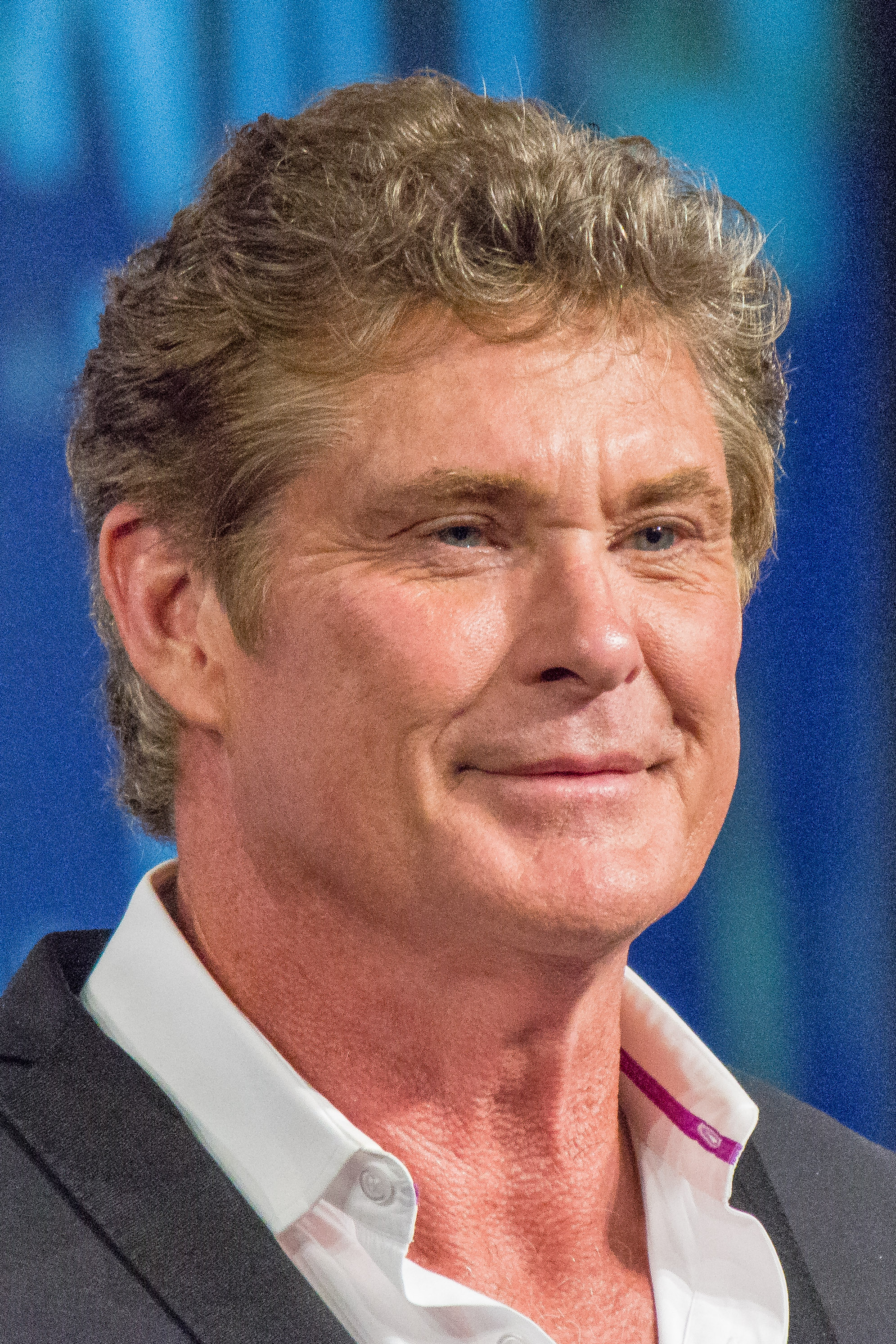
Хассельхофф ранее был судьей на America's Got Talent, прежде чем присоединиться к шоу в 2011 году.

В первых четырёх сезонах после начала шоу в июне 2007 года судейская коллегия состояла из музыкального руководителя и телевизионного продюсера, Саймона Коуэлла, актрисы Аманды Холден, а также редактора газеты и журналиста Пирса Моргана. В 2009 году продюсеры планировали изменить формат шоу, чтобы добавить четвёртого судью в лице Келли Брук. Менее чем через неделю после начала продюсеры отказались от этого изменения, полагая, что это изменение формата шоу усложнит его, в результате чего Брукс была приглашена в качестве третьего судьи. В 2010 году, во время съемок четвёртого сезона, Коуэлл заболел и не смог присутствовать на прослушиваниях в Бирмингеме, что привело к тому, что его место в качестве приглашённого судьи  занимал Луис Уолш, пока он не выздоровел.
В 2011 году произошли первые серьёзные изменения — Морган сообщил, что покидает шоу, чтобы поехать в США и начать съемки своего нового шоу, а Коуэлл объявил, что не будет присутствовать на прослушиваниях пятого сезона из-за своего напряжённого графика, в связи с запуском X Factor, поэтому вместо них продюсеры наняли комика Майкла Макинтайра, а также актера, певца и бывшего судью America's Got Talent, Дэвида Хассельхоффа. Когда сезон перешёл к живым эпизодам, Коуэлл вернулся и стал четвёртым судьёй. Позже, в октябре того же года, Хассельхофф и Макинтайр отказались вернуться в шестой сезон, а Коуэлл объявил, что возвращается.
2 января 2012 года продюсеры объявили о своем решении в шестом сезоне добавить четвёртого судью, объявив, что теперь к Коуэллу и Холден присоединятся Дэвид Уоллиамс и Алиша Диксон. Во время съемок в феврале Холден не смогла присутствовать на лондонских прослушиваниях из-за того, что родила дочь и занималась проблемами здоровья. Вместо неё продюсеры пригласили актрису и модель Кармен Электру в качестве приглашённого судьи, пока Холден не поправилась. В последующих сериях состав оставался тем же, Коуэлл, Холден, Уоллиамс и Диксон, пока в 2014 году Коуэлл не пропустил первый день манчестерских прослушиваний, что привело к тому, что Ant&Dec заменили его, он также отсутствовал в последний день лондонских прослушиваний. В десятом сезоне в 2016 году Коуэлл опоздал на прослушивание и был временно заменён матерью Уоллиамса, Кэтлин, которая присутствовала в тот день. В августе 2020 года Коуэлл отсутствовал на раундах из-за несчастного случая (он получил травму спины), и был заменен в этих эпизодах Эшли Банджо.

## Сезоны

### 1 сезон (2007)
Первый сезон вышел в эфир в 2007 году, с 9 по 17 июня. Прослушивания этого сезона проходили в городах Манчестер, Бирмингем, Лондон и Кардифф в период с января по февраль этого года. Серия состояла из 3 живых полуфиналов, в которых участвовали в общей сложности 24 полуфиналиста, они соперничали за возможность выступить на королевском варьете, а также претендовали на денежный приз в размере 100 000 фунтов стерлингов. Победителем серии стал оперный певец Пол Поттс, результаты остальных финалистов не были объявлены.

### 2 сезон (2008)
Второй сезон вышел в эфир в 2008 году, с 12 апреля по 31 мая. Сезон продлился гораздо дольше, прослушивания проходили в Блэкпуле и Глазго, последние после жалоб на то, что Шотландию не посещали во время предыдущего сезона, а также в Манчестере, Бирмингеме, Лондоне и Кардиффе. Кроме того, шоу имело пять живых полуфиналов, в которых приняли участие в общей сложности 40 полуфиналистов. Победителем сезона стал уличный танцор Джордж Сэмпсон, на втором месте — группа Signature, а на третьем — певец Эндрю Джонстон.

### 3 сезон (2009)
Третий сезон вышел в эфир в 2009 году, с 11 апреля по 30 мая, причем прослушивания проходили в тех же пяти городах, что и раньше. Первоначально продюсеры намеревались изменить формат, включив в состав жюри четвертого судью, но через несколько дней после начала прослушиваний от этого предложения отказались. Победителем сезона стала танцевальная труппа Diversity, певица Сьюзан Бойл заняла второе место, а саксофонист Джулиан Смит занял третье место. Это самый популярный сезон в истории британского Got Talent, привлекший в среднем более 13,3 миллиона зрителей.

### 4 сезон (2010)
Четвертый сезон вышел в эфир в 2010 году, с 17 апреля по 5 июня, один эпизод сезона, предназначенный для выхода в эфир 22 мая, был перенесен на 23 мая, чтобы избежать столкновения с прямой трансляцией финала Лиги чемпионов УЕФА в том же году. Прослушивания снова проводились в тех же пяти городах. Из-за болезни Коуэлл не смог присутствовать на прослушиваниях в Бирмингеме, что привело к тому, что Луис Уолш был приглашен в качестве приглашенного судьи. Победителем сезона стала гимнастическая труппа Spelbound, танцевальный дуэт Twist and Pulse занял второе место, а барабанщик Киран Гаффни занял третье.

### 5 сезон (2011)
Пятый сезон вышел в эфир в 2011 году, с 16 апреля по 4 июня, и транслировался полностью в высоком разрешении, как и раньше, один эпизод, предназначенный для выхода в эфир 28 мая, был перенесен на 29 мая, чтобы избежать столкновения с прямой трансляцией финала Лиги чемпионов УЕФА в том же году. Прослушивания проходили в тех же пяти городах, хотя включали Ливерпуль. Этот сезон претерпел изменение в судейской коллегии после ухода Пирса Моргана из шоу, Холден присоединилась к Дэвиду Хассельхоффу и Майклу Макинтайру во время прослушиваний , Коуэлл появился во время живых вступлений, в то время как Луис Уолш вернулся в качестве приглашенного судьи на лондонские прослушивания, когда Хассельхофф не смог присутствовать из-за других обязательств в то время. Победителем сезона стал певец Джей Макдауэлл, на втором месте — певец Ронан Парк, а на третьем — группа New Bounce.

### 6 сезон (2012)
Шестой сезон вышел в эфир в 2012 году, с 24 марта по 12 мая. В этом сезоне денежный приз был увеличен со 100 000 до 500 000 фунтов стерлингов, и была введена новая функция под названием Wildcard, в которой судьи могли выбрать одно из выступлений, исключенных в полуфинале, вернуть участника для соревнования в финале. Шоу также увеличило число полуфиналистов для полуфинала до 45, с девятью выступлениями на полуфинал, а число судей конкурса — до 4. Кроме того, шоу попыталось ввести новый способ голосования за полуфинал через мобильное приложение, но это нововведение было приостановлено после того, как произошли технические проблемы во время голосования первого живого полуфинала.

### 7 сезон (2013)
Седьмой сезон вышел в эфир 2013 году, с 13 апреля по 8 июня, шоу было прервано 29 мая из-за футбольного матча Англии с Ирландией. В то время как шоу сохранило новые функции, введенные в предыдущем сезоне, денежный приз был уменьшен до 250 000 фунтов стерлингов, причем сезон включал прослушивания в пяти городах – Бирмингеме, Лондоне, Кардиффе, Глазго и Манчестере. Победителем стала труппа Attraction, комик Джек Кэрролл занял второе место, а оперный дуэт Richard & Adam занял третье.

### 8 сезон (2014)
Восьмой сезон вышел в эфир в 2014 году, с 12 апреля по 7 июня. В этом сезоне была представлена золотая кнопка, и впервые прослушивания не проводились в Шотландии, а проводились в Северной Ирландии в Белфасте, наряду с Кардиффом, Лондоном, Бирмингемом и Манчестером, Эдинбург присоединился к этим городам, чтобы провести открытые прослушивания в конце 2013 года, наряду с Блэкпулом и Брайтоном, с дополнительными открытыми прослушиваниями, проведенными в различных местных филиалах Morrisons в палатках "Talent Spot", благодаря спонсорской сделке шоу с сетью супермаркетов. Победителем стала группа Collabro, на втором месте — оперная певица Люси Кей, а на третьем — дуэт Bars and Melody.

### 9 сезон (2015)
Девятый сезон вышел в эфир в 2015 году, с 11 апреля по 31 мая. Прослушивание проходило в Эдинбурге, Манчестере, Бирмингеме и Лондоне, причем последние три города провели открытые прослушивания в конце 2014 года наряду с Ньюкаслом, Кардиффом, Портсмутом, Лидсом, Норвичем и Бристолем. Победителем сезона стал дуэт дрессировщиков и собак Jules O'Dwyer & Matisse, вторым стал фокусник Джейми Рэйвен, а третьим — валлийский хор Côr Glanaethwy.

### 10 сезон (2016)
Десятый сезон вышел в эфир в 2016 году, с 9 апреля по 28 мая. Прослушивания проводились в Ливерпуле, Бирмингеме и Лондоне, причем все три провели открытые прослушивания в конце 2015 года вместе с Кардиффом, Глазго и Манчестером. Победителем сезона стал фокусник Ричард Джонс, на втором месте — певец Уэйн Вудворд, а на третьем — танцевальная группа Boogie Storm.

### 11 сезон (2017)
Одиннадцатый сезон вышел в эфир в 2017 году, с 15 апреля по 3 июня, финал изначально планировался на 4 июня, но его перенесли, чтобы избежать столкновения с благотворительным концертом One Love Manchester в тот день . Сезон претерпел два серьезных изменения: во-первых, общее число полуфиналистов сократилось до 40 с восемью на каждый полуфинал, во-вторых, голосование судей было отменено, два полуфиналиста с наибольшим количеством зрительских голосов перешли в финал. Кроме того, прямые эфиры теперь транслировались из студии Elstree Studios из-за закрытия предыдущей. Прослушивания проводились в Салфорде, Бирмингеме, Лондоне и Блэкпуле, причем последние два города провели открытые прослушивания в конце 2016 года, а также Питерборо, Кардифф, Эдинбург, Кингстон-апон-Халл, Линкольн, Рединг, Манчестер и Лутон. Победителем сезона стал пианист, Токио Майерсом, а фокусник Исси Симпсон занял второе место.

### 12 сезон (2018)
Двенадцатый сезон вышел в эфир в 2018 году, с 14 апреля по 3 июня. Голосование судей было возвращено, в то время как живые эпизоды транслировались из Hammersmith Apollo . Прослушивания проводились в Манчестере, Блэкпуле и Лондоне, причем два из этих городов провели открытые прослушивания в 2017 году, а также в ряде мест в Соединенном Королевстве и Ирландии, включая Эдинбург, Перт, Данди, Абердин, Глазго, Дублин и Инвернесс. Российская исполнительница UUTAi дошла до полуфинала. Победителем стал стендап-комик Lost Voice Guy, комедийный певец Роберт Уайт занял второе место, а певец Дончес Дакрес занял третье.

### 13 сезон (2019)
Тринадцатый сезон вышел в эфир в 2019 году, с 6 апреля по 2 июня. Прослушивания проходили в тех же городах, что и раньше, включая Лондон и Манчестер. В этом сезоне произошли три примечательных события – выход одного из участников из живого полуфинала и неожиданное возвращение участника из предыдущего сезона. Победителем сезона стал певец Колин Тэкери, на втором месте — Менталист Марк Спелманн (под сценическим псевдонимом "Икс"), а на третьем — фокусник Бен Харт.

### 14 сезон (2020)
Четырнадцатый сезон вышел в эфир в 2020 году, но в двух частях в результате пандемии COVID-19, затронувшей Великобританию в том же году. Первая половина была сосредоточена на эпизодах прослушивания, которые уже были сняты ранее в том же году и транслировались в период с апреля по май. Производство возобновилось на оставшихся эпизодах для второй половины, после перерыва, которые транслировались в период с августа по октябрь, хотя и с несколькими изменениями: были приняты меры для защиты от инфекции, включая использование виртуальной аудитории и социальное дистанцирование, все эпизоды выходили в эфир еженедельно, все полуфиналы были предварительно записаны, а система голосования была изменена непосредственно в результате.
Перед тем как снять первый полуфинал, Саймон Коуэлл получил травму после несчастного случая в августе, что вынудило его отсутствовать до конца сезона и привело к тому, что его заменил Эшли Банджо. Победителем сезона стал комедийный пианист, Джон Кортни, хор Sign Along With Us, занял второе место, а комик Стив Ройл — третье.

## Награды и номинации
| Год  | Группа                                    | Награда                              | Номинация            | Результат |
| ---- | ----------------------------------------- | ------------------------------------ | -------------------- | --------- |
| 2007 | National Television Awards                | Most Popular Talent Show             | Britain's Got Talent | Номинация |
| 2007 | National Television Awards                | Most Popular Entertainment Presenter | Ant & Dec            | Победа    |
| 2007 | Nickelodeon UK Kids' Choice Awards        | Best Reality Show                    | Britain's Got Talent | Номинация |
| 2007 | Nickelodeon UK Kids' Choice Awards        | Best TV Presenters                   | Ant & Dec            | Победа    |
| 2007 | TV Quick and Choice Awards                | Best Talent Show                     | Britain's Got Talent | Номинация |
| 2008 | National Television Awards                | Most Popular Talent Show             | Britain's Got Talent | Номинация |
| 2008 | National Television Awards                | Most Popular Entertainment Presenter | Ant & Dec            | Победа    |
| 2008 | Nickelodeon UK Kids' Choice Awards        | Favourite Winner                     | George Sampson       | Победа    |
| 2008 | British Academy Television Awards         | Lew Grade Award                      | Britain's Got Talent | Номинация |
| 2008 | British Academy Television Awards         | Audience Award                       | Britain's Got Talent | Номинация |
| 2008 | Royal Television Society Programme Awards | Best Production Design-Entertainment | Dominic Tolfts       | Победа    |
| 2008 | Nickelodeon UK Kids' Choice Awards        | Best TV Presenters                   | Ant & Dec            | Победа    |
| 2008 | Nickelodeon UK Kids' Choice Awards        | Best Family TV Show                  | Britain's Got Talent | Победа    |
| 2008 | Nickelodeon UK Kids' Choice Awards        | Best TV Baddie                       | Simon Cowell         | Победа    |
| 2009 | TV Quick and Choice Awards                | Best Talent Show                     | Britain's Got Talent | Номинация |
| 2009 | Digital Spy Reality TV Awards             | Favourite TV Reality                 | Britain's Got Talent | Номинация |
| 2009 | Digital Spy Reality TV Awards             | Favourite TV Reality Judge           | Simon Cowell         | Номинация |
| 2009 | Digital Spy Reality TV Awards             | Favourite TV Reality Judge           | Piers Morgan         | Номинация |
| 2009 | Digital Spy Reality TV Awards             | Favourite TV Reality Presenters      | Ant & Dec            | Номинация |
| 2009 | Digital Spy Reality TV Awards             | Favourite Reality Contestant         | George Sampson       | Победа    |
| 2010 | National Television Awards                | Most Popular Talent Show             | Britain's Got Talent | Номинация |
| 2010 | British Academy Television Awards         | Best Entertainment Programme         | Britain's Got Talent | Победа    |
| 2011 | National Television Awards                | Most Popular Talent Show             | Britain's Got Talent | Номинация |
| 2011 | TV Choice Awards                          | Best Talent Show                     | Britain's Got Talent | Победа    |
| 2012 | National Television Awards                | Most Popular Talent Show             | Britain's Got Talent | Номинация |
| 2013 | Broadcast Awards                          | Best Entertainment Programme         | Britain's Got Talent | Номинация |
| 2013 | National Television Awards                | Most Popular Talent Show             | Britain's Got Talent | Номинация |
| 2014 | National Television Awards                | Most Popular Talent Show             | Britain's Got Talent | Номинация |
| 2015 | National Television Awards                | Most Popular Talent Show             | Britain's Got Talent | Номинация |
| 2015 | National Television Awards                | TV Judge                             | Simon Cowell         | Номинация |
| 2015 | National Television Awards                | TV Judge                             | David Walliams       | Победа    |
| 2016 | National Television Awards                | Most Popular Talent Show             | Britain's Got Talent | Номинация |
| 2016 | 2016 British Academy Television Awards    | Best Entertainment Programme         | Britain's Got Talent | Номинация |
| 2017 | 22nd National Television Awards           | Talent Show                          | Britain's Got Talent | Номинация |
| 2017 | 22nd National Television Awards           | TV Judge                             | Simon Cowell         | Номинация |
| 2017 | 22nd National Television Awards           | TV Judge                             | David Walliams       | Номинация |
| 2017 | 2017 British Academy Television Awards    | Best Entertainment Programme         | Britain's Got Talent | Номинация |
| 2017 | Diversity in Media Awards                 | TV Programme of the Year             | Britain's Got Talent | Номинация |
| 2018 | 23rd National Television Awards           | Talent Show                          | Britain's Got Talent | Номинация |
| 2018 | 23rd National Television Awards           | TV Judge                             | Simon Cowell         | Номинация |
| 2018 | 23rd National Television Awards           | TV Judge                             | David Walliams       | Победа    |
| 2018 | 2018 British Academy Television Awards    | Best Entertainment Programme         | Britain's Got Talent | Победа    |
| 2019 | 24th National Television Awards           | Talent Show                          | Britain's Got Talent | Номинация |
| 2019 | 24th National Television Awards           | TV Judge                             | Simon Cowell         | Номинация |
| 2019 | 24th National Television Awards           | TV Judge                             | David Walliams       | Победа    |
| 2019 | 2019 British Academy Television Awards    | Best Entertainment Programme         | Britain's Got Talent | Победа    |
| 2020 | 25th National Television Awards           | TV Judge                             | Simon Cowell         | Номинация |
| 2020 | 25th National Television Awards           | TV Judge                             | David Walliams       | Победа    |
| 2020 | 25th National Television Awards           | Talent Show                          | Britain's Got Talent | Номинация |
| 2020 | 25th National Television Awards           | TV Presenter                         | Ant & Dec            | Победа    |